# BX Circini
BX Circini är en pulserande variabel av BX Circini-typ (BXCIR) i stjärnbilden Cirkelpassaren. Den är prototypstjärna för en grupp av variabler av spektralklass B som är fattiga på väte och som tidigare räknades till PV Telescopii-variablerna.  Variabeltypen karaktäriseras av små variationer i ljusstyrka (0,1 magnitud i synligt ljus) och en väldigt regelbunden period på ungefär 0,1 dygn. Det finns än så länge (2019) endast ett fåtal variabler som räknas till denna grupp. Astronomerna misstänker att det beror på att variationerna inträffar enbart under en kortare del av stjärnans livslängd.
Stjärnan varierar mellan visuell magnitud +12,57 och 12,62 med en period av 0,10658 dygn eller 2,558 timmar.
Prototypstjärnans variabilitet upptäcktes 1995, med en variation i visuell magnitud mellan +12,57 och 12,62 med en period av 2,558 timmar. BX Circini består av mer än 99 procent helium och räknas som sådan till gruppen extrema heliumstjärnor (EHe). 